# Ampflwang im Hausruckwald
Ampflwang im Hausruckwald est une commune autrichienne du district de Vöcklabruck en Haute-Autriche.